# Хатнянська сільська рада
Хатня́нська сільська́ ра́да — адміністративно-територіальна одиниця та орган місцевого самоврядування в Великобурлуцькому районі Харківської області. Адміністративний центр — село Хатнє.

## Загальні відомості
- Хатнянська сільська рада утворена 5 квітня 1993 року.
- Територія ради: 42,32 км²
- Населення ради: 528 особи (станом на 2017 рік)

## Історія
3 грудня 2008 року Харківська обласна рада у Великобурлуцькому районі уточнила назву Хатненської сільради на Хатнянську.

## Населені пункти
Сільській раді підпорядковані населені пункти:
- с. Хатнє
- с-ще Красноярське

## Склад ради
Рада складається  з 12 депутатів та голови.
- Голова ради: Бреславський  Володимир Олександрович

### Депутати
За результатами місцевих виборів 2010 року депутатами ради стали:

#### За округами
| № округу      | Прізвище, ім'я, по батькові          | Дата визнання обраним | Освіта             | Партійна приналежність            | Відомості про обраного депутата                      |
| ------------- | ------------------------------------ | --------------------- | ------------------ | --------------------------------- | ---------------------------------------------------- |
|               |                                      |                       |                    |                                   |                                                      |
| 1             | Бітюкова Олена Григорівна            | 25.10.2015            | вища               | позапартійна                      | Хатнянська загальноосвітня школа І-ІІІ ст., директор |
| 3             | Белінська Оксана Вікторівна          | 25.10.2015            | середня            |                                   | тимчасово не працює                                  |
| 4             | Штефан Анатолій Миколайович          | 25.10.2015            | середня            | член Єдиного Центру               |                                                      |
| 5             |                                      | 25.10.2015            | середня спеціальна | член Партії регіонів              |                                                      |
| 6             | Ющук Наталя Миколаївна               | 25.10.2015            | середня            | член Партії регіонів              |                                                      |
| 7             | Мірошниченко Віра Дмитрівна          | 25.10.2015            | середня спеціальна | член Партії регіонів              |                                                      |
| 8             | Богдан Олександр Іванович            | 25.10.2015            | вища               | член Партії регіонів              |                                                      |
| 9             | Індикова Ірина Іванівна              | 25.10.2015            | середня            | член Партії регіонів              | Хатнянська сільська рада, головний бухгалтер         |
| 11            | Маркіна Лариса Корніївна             | 25.10.2015            | середня спеціальна | член Партії регіонів              | Хатнянська бібліотека, бібліотекар                   |
| Самовисування |                                      |                       |                    |                                   |                                                      |
| 2             | Бреславський Микола Олександрович    | 01.11.2010            | середня            | позапартійний                     | тимчасово не працює                                  |
| 10            | Бреславський Олександр Володимирович | 01.11.2010            | середня спеціальна | член Комуністичної партії України | тимчасово не працює                                  |
| 12            | Пилип'єв Едуард Мирославович         | 01.11.2010            | середня            | член Комуністичної партії України | Хатнянська загальноосвітня школа І-ІІІ ст., кочегар  |